# Fußball-Weltmeisterschaft der Frauen 2015/Qualifikation
Die Qualifikation zur Fußball-Weltmeisterschaft der Frauen 2015 wurde in den Jahren 2013 und 2014 ausgetragen. Die gemeldeten Auswahlmannschaften spielten dabei um 23 freie Plätze. Das Teilnehmerfeld wird durch den Gastgeber Kanada vervollständigt. Beste Torschützinnen waren die Niederländerin Vivianne Miedema und die Jamaikanerin Shakira Duncan mit 16 Toren. Acht Mannschaften konnten sich erstmals für die WM-Endrunde qualifizieren und profitierten damit von der Aufstockung auf 24 Mannschaften.
Am 11. Juni 2012 beschloss das FIFA-Exekutivkomitee die Zuteilung der 24 Startplätze an die sechs Kontinentalverbände:
- UEFA (Europa): 8 Teilnehmer
- CAF (Afrika): 3 Teilnehmer
- AFC (Asien): 5 Teilnehmer
- OFC (Ozeanien): 1 Teilnehmer
- CONMEBOL (Südamerika): 2 oder 3 Teilnehmer
- CONCACAF (Nord- und Mittelamerika und Karibik): 3 oder 4 Teilnehmer, ohne Gastgeber Kanada

## Europäische Zone/UEFA

### Modus
Für die Teilnahme an den Qualifikationsspielen hatten 46 der 53 UEFA-Mitgliedsverbände ihre Nationalmannschaft angemeldet. Mit Albanien, den Färöer und Montenegro nahmen drei Länder zum ersten Mal an einer WM-Qualifikation teil. Für die gemeldeten Mannschaften wurde zunächst eine Rangliste erstellt. Grundlage für diese Rangliste waren die Ergebnisse der jeweiligen Nationalmannschaften bei den Qualifikationen zur Europameisterschaft 2009 und der Weltmeisterschaft 2011.
Die acht Länder mit den niedrigsten Koeffizienten mussten die Vorqualifikation bestreiten. Dabei wurden am 18. Dezember 2012 zwei Gruppen mit jeweils vier Mannschaften ausgelost, die in der Zeit vom 4. bis 9. April 2013 in Form je eines Miniturniers um vier Plätze in der Qualifikation spielten. Am 16. April 2013 wurden die 42 übrig gebliebenen Mannschaften per Los auf sieben Gruppen mit jeweils sechs Mannschaften aufgeteilt. Die sieben Gruppensieger qualifizierten sich direkt für die Weltmeisterschaft. Die vier besten Gruppenzweiten ermittelten in zwei K.-o.-Runden, jeweils mit Hin- und Rückspiel, den achten europäischen Teilnehmer.

### Vorqualifikation
Die Gastgeber der Miniturniere sind fett geschrieben.
| Gruppe A     | Gruppe B      |
| ------------ | ------------- |
| 1. Albanien  | 1. Georgien   |
| 2. Luxemburg | 2. Färöer     |
| 3. Malta     | 3. Litauen    |
| 4. Lettland  | 4. Montenegro |

#### Gruppe A
| Pl. | Land      | Sp. | S | U | N | Tore    | Diff. | Punkte |
| --- | --------- | --- | - | - | - | ------- | ----- | ------ |
| 1.  | Malta     | 3   | 2 | 1 | 0 | 009:100 | +8    | 07     |
| 2.  | Albanien  | 3   | 2 | 1 | 0 | 005:200 | +3    | 07     |
| 3.  | Lettland  | 3   | 0 | 1 | 2 | 000:400 | −4    | 01     |
| 4.  | Luxemburg | 3   | 0 | 1 | 2 | 001:800 | −7    | 01     |

| 04.04.2013 | Attard | Albanien | – | Malta     | 1:1 (0:0) |
|            | Attard | Lettland | – | Luxemburg | 0:0       |
| 06.04.2013 | Attard | Albanien | – | Lettland  | 2:0 (2:0) |

#### Gruppe B
| Pl. | Land       | Sp. | S | U | N | Tore    | Diff. | Punkte |
| --- | ---------- | --- | - | - | - | ------- | ----- | ------ |
| 1.  | Färöer     | 3   | 2 | 1 | 0 | 006:400 | +2    | 07     |
| 2.  | Montenegro | 3   | 1 | 2 | 0 | 006:400 | +2    | 05     |
| 3.  | Georgien   | 3   | 1 | 0 | 2 | 005:700 | −2    | 03     |
| 4.  | Litauen    | 3   | 0 | 1 | 2 | 004:600 | −2    | 01     |

| 04.04.2013 | Vilnius | Färöer   | – | Montenegro | 3:3 (0:1) |
|            | Vilnius | Litauen  | – | Georgien   | 3:4 (2:2) |
| 06.04.2013 | Vilnius | Georgien | – | Montenegro | 0:2 (0:1) |

### Hauptqualifikation

#### Auslosung
Am 12. März 2013 wurde die Setzliste zur Auslosung der Gruppenphase der Qualifikation festgelegt. Die Auslosung erfolgte am 16. April 2013 im UEFA-Hauptquartier in Nyon. Die 42 Teilnehmer wurden in sieben Sechsergruppen gelost, wobei in jede Gruppe je eine Mannschaft aus Topf A bis F gelost wurde. Die Einteilung in die Töpfe erfolgte gemäß dem UEFA-Koeffizienten.
- Topf A: Deutschland, Schweden, Frankreich, England, Norwegen, Italien, Dänemark
- Topf B: Island, Finnland, Russland, Niederlande, Spanien, Schottland, Ukraine
- Topf C: Schweiz, Polen, Tschechien, Österreich, Belgien, Irland, Belarus
- Topf D: Ungarn, Serbien, Rumänien, Portugal, Wales, Slowakei, Nordirland
- Topf E: Slowenien, Griechenland, Türkei, Bosnien und Herzegowina, Bulgarien, Israel, Estland
- Topf F: Kasachstan, Kroatien, Mazedonien, Albanien, Färöer, Malta und Montenegro

Die Spiele fanden ab dem 20. September 2013 statt und sollten bis zum 17. September 2014 beendet sein. Die sieben Gruppensieger qualifizierten sich automatisch für die Endrunde. Die vier Gruppenzweiten mit den besten Ergebnissen gegen die Gruppensieger-, -dritten-, -vierten und -fünften bestritten zwischen dem 25. Oktober und 27. November 2014 die Entscheidungsspiele um den letzten verbliebenen UEFA-Platz.
Die Auslosung ergab folgende Gruppen:
| Gruppe 1        | Gruppe 2          | Gruppe 3      | Gruppe 4                   |
| --------------- | ----------------- | ------------- | -------------------------- |
| 1. Deutschland  | 1. Italien        | 1. Dänemark   | 1. Schweden                |
| 2. Russland     | 2. Spanien        | 2. Island     | 2. Schottland              |
| 3. Irland       | 3. Tschechien     | 3. Schweiz    | 3. Polen                   |
| 4. Slowakei     | 4. Rumänien       | 4. Serbien    | 4. Nordirland              |
| 5. Slowenien    | 5. Estland        | 5. Israel     | 5. Bosnien und Herzegowina |
| 6. Kroatien     | 6. Nordmazedonien | 6. Malta      | 6. Färöer                  |
| Gruppe 5        | Gruppe 6          | Gruppe 7      |                            |
| 1. Norwegen     | 1. England        | 1. Frankreich |                            |
| 2. Niederlande  | 2. Ukraine        | 2. Finnland   |                            |
| 3. Belgien      | 3. Belarus        | 3. Österreich |                            |
| 4. Portugal     | 4. Wales          | 4. Ungarn     |                            |
| 5. Griechenland | 5. Türkei         | 5. Bulgarien  |                            |
| 6. Albanien     | 6. Montenegro     | 6. Kasachstan |                            |

#### Gruppe 1
Die beiden stärksten Mannschaften der Gruppe trafen gleich im ersten Spiel aufeinander, wobei Deutschland den Russinnen ihre höchste Länderspielniederlage zufügte (auch die alte Rekordmarke von 0:7 war das Ergebnis eines Spiels gegen Deutschland). Danach kam es für Deutschland zur erstmaligen Begegnung mit Slowenien, wobei den Deutschen ihr bis dato höchster WM-Qualifikationssieg gelang. Während Deutschland der häufigste Gegner der russischen Mannschaft ist, hatte Russland gegen die Slowakei erstmals im März 2013 und gegen Kroatien und Slowenien noch nie gespielt. Gegen Irland hatten zuvor weder die Slowakinnen noch die Sloweninnen jemals gespielt.
Die deutsche Mannschaft qualifizierte sich durch das 4:1 am 13. September 2014 gegen den direkten Konkurrenten Russland vorzeitig für die WM-Endrunde. Irland hätte die Play-offs der Gruppenzweiten, selbst wenn Russland am letzten Spieltag verloren und Irland gegen Deutschland gewonnen hätte, nicht mehr erreichen können, da es schon vier Mannschaften gab, die vor dem letzten Spieltag mehr Punkte hatten als Irland maximal noch erreichen konnte. Irland gelang dann auch gegen Deutschland kein Sieg und da Russland das letzte Spiel gewann, wurden die Irinnen nur Dritte. Sie erreichten aber mehr Punkte als bei den bisherigen Qualifikationen. Aber auch den Russinnen nutzte der Sieg nichts mehr, da sie gegenüber der Ukraine die schlechtere Tordifferenz hatten. Insbesondere die erste hohe Niederlage gegen Deutschland konnte nicht mehr kompensiert werden. Deutschland erreichte als einzige Mannschaft einen Schnitt von mehr als sechs Toren pro Spiel.
| Pl. | Land        | Sp. | S  | U | N | Tore    | Diff. | Punkte |
| --- | ----------- | --- | -- | - | - | ------- | ----- | ------ |
| 1.  | Deutschland | 10  | 10 | 0 | 0 | 062:400 | +58   | 30     |
| 2.  | Russland    | 10  | 7  | 1 | 2 | 019:180 | +1    | 22     |
| 3.  | Irland      | 10  | 5  | 2 | 3 | 013:900 | +4    | 17     |
| 4.  | Kroatien    | 10  | 2  | 2 | 6 | 007:200 | −13   | 08     |
| 5.  | Slowenien   | 10  | 2  | 0 | 8 | 007:340 | −27   | 06     |
| 6.  | Slowakei    | 10  | 1  | 1 | 8 | 006:290 | −23   | 04     |

| 21.09.2013 | Cottbus           | Deutschland | – | Russland    | 9:0 (4:0)  |
| 22.09.2013 | Dublin            | Irland      | – | Slowakei    | 2:0 (0:0)  |
| 26.09.2013 | Sinj              | Kroatien    | – | Irland      | 1:1 (1:0)  |
|            | Senec             | Slowakei    | – | Slowenien   | 1:3 (0:2)  |
| 26.10.2013 | Koper             | Slowenien   | – | Deutschland | 0:13 (0:7) |
|            | Sesvete           | Kroatien    | – | Slowakei    | 0:1 (0:1)  |
| 30.10.2013 | Velenje           | Slowenien   | – | Irland      | 0:3 (0:2)  |
|            | Frankfurt am Main | Deutschland | – | Kroatien    | 4:0 (0:0)  |
| 31.10.2013 | Senec             | Slowakei    | – | Russland    | 0:2 (0:0)  |
| 23.11.2013 | Žilina            | Slowakei    | – | Deutschland | 0:6 (0:1)  |
| 27.11.2013 | Osijek            | Kroatien    | – | Deutschland | 0:8 (0:3)  |
| 05.04.2014 | Chimki            | Russland    | – | Slowenien   | 4:1 (2:1)  |
|            | Dublin            | Irland      | – | Deutschland | 2:3 (1:0)  |
| 09.04.2014 | Chimki            | Russland    | – | Kroatien    | 1:0 (1:0)  |
| 10.04.2014 | Mannheim          | Deutschland | – | Slowenien   | 4:0 (2:0)  |

#### Gruppe 2
Mit dem Spiel Mazedonien gegen Rumänien, die erstmals aufeinandertrafen, begann am 20. September die europäische Hauptqualifikation. Estland traf am gleichen Tag erstmals auf Italien und gegen den zweiten Gegner Spanien hatte Estland zuvor auch noch nicht gespielt. Auch Mazedonien spielte in dieser Qualifikationsrunde erstmals gegen Spanien. Zudem traf Mazedonien erstmals auf Tschechien. Spanien war der einzige Qualifikant, der mit fünf Heimspielen begann, die alle gewonnen wurden.
Spanien qualifizierte sich am 13. September 2014 erstmals für die WM-Endrunde, da Italien im direkten Vergleich schlechter war und somit selbst bei einer spanischen Niederlage und einem Sieg Italiens am letzten Spieltag nicht mehr vorbeiziehen konnte. Die Spanierinnen sind damit die einzige Mannschaft aus Topf B, die sich direkt qualifizieren konnte. Die Italienerinnen waren aber als Gruppenzweite für die Play-offs der Gruppenzweiten qualifiziert und erreichten am letzten Spieltag noch den höchsten Sieg ihrer Länderspielgeschichte, wobei Daniela Sabatino allein sechs Tore gelangen. Zudem stellte Patrizia Panico mit ihren Länderspieltoren 106 und 107 den Landesrekord von Elisabetta Vignotto ein. Italien scheiterte aber im Play-off-Finale an den Niederländerinnen, die sich damit erstmals qualifizierten. Für Patrizia Panico war das Play-off-Finalrückspiel das 200. Länderspiel ihrer Karriere. Italien ist damit neben Dänemark die einzige Mannschaft aus Topf A, die sich nicht qualifizieren konnte.
| Pl. | Land           | Sp. | S | U | N | Tore    | Diff. | Punkte |
| --- | -------------- | --- | - | - | - | ------- | ----- | ------ |
| 1.  | Spanien        | 10  | 9 | 1 | 0 | 042:200 | +40   | 28     |
| 2.  | Italien        | 10  | 8 | 1 | 1 | 048:500 | +43   | 25     |
| 3.  | Tschechien     | 10  | 4 | 2 | 4 | 021:180 | +3    | 14     |
| 4.  | Rumänien       | 10  | 3 | 2 | 5 | 018:110 | +7    | 11     |
| 5.  | Estland        | 10  | 2 | 1 | 7 | 008:330 | −25   | 07     |
| 6.  | Nordmazedonien | 10  | 0 | 1 | 9 | 006:740 | −68   | 01     |

| 20.09.2013 | Strumica            | Mazedonien | – | Rumänien   | 01:9 (1:4)  |
| 20.09.2013 | Tallinn             | Estland    | – | Italien    | 01:5 (0:0)  |
| 26.09.2013 | Bassano del Grappa  | Italien    | – | Rumänien   | 01:0 (0:0)  |
| 26.10.2013 | Strumica            | Mazedonien | – | Tschechien | 01:3 (0:1)  |
| 27.10.2013 | Las Rozas de Madrid | Spanien    | – | Estland    | 06:0 (3:0)  |
| 30.10.2013 | Strumica            | Mazedonien | – | Estland    | 00:2 (0:1)  |
|            | Cluj-Napoca         | Rumänien   | – | Tschechien | 00:0        |
| 31.10.2013 | Las Rozas de Madrid | Spanien    | – | Italien    | 02:0 (1:0)  |
| 23.11.2013 | Aranjuez            | Spanien    | – | Rumänien   | 01:0 (1:0)  |
| 27.11.2013 | Fuenlabrada         | Spanien    | – | Tschechien | 03:2 (2:0)  |
| 13.02.2014 | Novara              | Italien    | – | Tschechien | 06:1 (2:1)  |
|            | Logroño             | Spanien    | – | Mazedonien | 12:0 (4:0)  |
| 05.04.2014 | Vicenza             | Italien    | – | Spanien    | 00:0        |
| 10.04.2014 | Skopje              | Mazedonien | – | Spanien    | 00:10 (0:5) |
|            | Cluj-Napoca         | Rumänien   | – | Italien    | 01:2 (0:1)  |

#### Gruppe 3
Dänemark traf in der Qualifikation erstmals auf Israel, Malta und Serbien. Island spielte zuvor weder gegen Israel noch Malta. Israel spielte außer gegen die Schweiz noch gegen keinen der anderen Gruppengegner. Die Schweiz spielte zwar zuvor schon gegen Serbien & Montenegro aber vor dieser Qualifikation noch nicht gegen Serbien, ansonsten schon gegen alle anderen Gruppengegner. Auch Malta traf erstmals auf Serbien.
Durch das 1:1 zwischen Dänemark und Island am 15. Juni 2014 war die Schweiz als erste europäische Mannschaft und zum ersten Mal überhaupt für die Endrunde qualifiziert. Island erreichte zwar am letzten Spieltag noch Platz 2, konnte die Play-offs der Gruppenzweiten aber nicht mehr erreichen, da es schon zuvor vier Mannschaften gab, die mehr Punkte hatten als Island maximal noch erreichen konnte. Die Schweiz ist die einzige Mannschaft aus Topf C, die sich qualifizieren konnte, während Dänemark die einzige Mannschaft neben Italien aus Topf A ist, die sich nicht qualifizieren konnte.
| Pl. | Land     | Sp. | S | U | N  | Tore    | Diff. | Punkte |
| --- | -------- | --- | - | - | -- | ------- | ----- | ------ |
| 1.  | Schweiz  | 10  | 9 | 1 | 0  | 053:100 | +52   | 28     |
| 2.  | Island   | 10  | 6 | 1 | 3  | 029:900 | +20   | 19     |
| 3.  | Dänemark | 10  | 5 | 3 | 2  | 025:600 | +19   | 18     |
| 4.  | Israel   | 10  | 4 | 0 | 6  | 009:270 | −18   | 12     |
| 5.  | Serbien  | 10  | 3 | 1 | 6  | 016:340 | −18   | 10     |
| 6.  | Malta    | 10  | 0 | 0 | 10 | 000:550 | −55   | 0      |

| 21.09.2013 | Nyon         | Schweiz  | – | Serbien  | 09:0 (4:0) |
| 26.09.2013 | Reykjavík    | Island   | – | Schweiz  | 00:2 (0:1) |
| 26.10.2013 | Inđija       | Serbien  | – | Dänemark | 01:1 (1:1) |
| 27.10.2013 | Netanja      | Israel   | – | Malta    | 02:0 (0:0) |
| 31.10.2013 | Vejle        | Dänemark | – | Schweiz  | 00:1 (0:1) |
|            | Belgrad      | Serbien  | – | Island   | 01:2 (0:2) |
| 24.11.2013 | Attard       | Malta    | – | Dänemark | 00:5 (0:4) |
|            | Petach Tikwa | Israel   | – | Serbien  | 03:1 (2:1) |
| 12.02.2014 | Petach Tikwa | Israel   | – | Schweiz  | 00:5 (0:4) |
| 13.02.2014 | Attard       | Malta    | – | Serbien  | 00:3 (0:2) |
| 05.04.2014 | Zug          | Schweiz  | – | Malta    | 11:0 (7:0) |
|            | Ramat Gan    | Israel   | – | Island   | 00:1 (0:0) |
| 10.04.2014 | Aarau        | Schweiz  | – | Dänemark | 01:1 (0:0) |
|            | Attard       | Malta    | – | Island   | 00:8 (0:4) |
| 07.05.2014 | Attard       | Malta    | – | Israel   | 00:3 G3    |

#### Gruppe 4
Schweden traf in der Qualifikation erstmals auf Bosnien-Herzegowina, die Färöer und Nordirland. Auch Schottland traf erstmals auf Bosnien & Herzegowina. Polen traf ebenfalls zum ersten Mal auf die Färöer und Nordirland und für Nordirland kam es zur ersten Begegnung mit Bosnien-Herzegowina und den Färöer. Durch die Siege am 13. September 2014 hatten Schweden und Schottland mindestens die Play-off-Spiele der Gruppenzweiten erreicht. Am letzten Spieltag trafen beide zum Gruppenendspiel aufeinander, wobei die Schottinnen mindestens mit drei Toren Unterschied oder mindestens drei eigenen Toren bei einer Tordifferenz von zwei Toren gewinnen mussten. Die Schwedinnen sicherten sich aber mit einem 2:0-Sieg den Gruppensieg und als letzter der sieben Gruppensieger die WM-Teilnahme. Zudem stellte Lotta Schelin mit ihrem 72. Länderspieltor den Landesrekord von Hanna Ljungberg ein. Schottland scheiterte anschließend in den Play-off-Spielen der besten Gruppenzweiten im Halbfinale an den Niederländerinnen.
| Pl. | Land                    | Sp. | S  | U | N | Tore    | Diff. | Punkte |
| --- | ----------------------- | --- | -- | - | - | ------- | ----- | ------ |
| 1.  | Schweden                | 10  | 10 | 0 | 0 | 032:100 | +31   | 30     |
| 2.  | Schottland              | 10  | 8  | 0 | 2 | 037:800 | +29   | 24     |
| 3.  | Polen                   | 10  | 5  | 1 | 4 | 020:140 | +6    | 16     |
| 4.  | Bosnien und Herzegowina | 10  | 2  | 3 | 5 | 007:190 | −12   | 09     |
| 5.  | Nordirland              | 10  | 1  | 2 | 7 | 003:190 | −16   | 05     |
| 6.  | Färöer                  | 10  | 0  | 2 | 8 | 003:410 | −38   | 02     |

| 21.09.2013 | Malmö      | Schweden   | – | Polen      | 2:0 (0:0) |
| 22.09.2013 | Tórshavn   | Färöer     | – | Schottland | 2:7 (0:5) |
| 26.09.2013 | Breslau    | Polen      | – | Färöer     | 6:0 (4:0) |
|            | Motherwell | Schottland | – | Bosnien-H. | 7:0 (3:0) |
| 26.10.2013 | Motherwell | Schottland | – | Nordirland | 2:0 (1:0) |
|            | Zenica     | Bosnien-H. | – | Schweden   | 0:1 (0:1) |
| 30.10.2013 | Lurgan     | Nordirland | – | Bosnien-H. | 0:0       |
| 31.10.2013 | Grodzisk   | Polen      | – | Schottland | 0:4 (0:2) |
|            | Göteborg   | Schweden   | – | Färöer     | 5:0 (4:0) |
| 23.11.2013 | Lurgan     | Nordirland | – | Polen      | 0:3 (0:2) |
| 05.04.2014 | Portadown  | Nordirland | – | Schweden   | 0:4 (0:2) |
|            | Motherwell | Schottland | – | Polen      | 2:0 (0:0) |
|            | Tórshavn   | Färöer     | – | Bosnien-H. | 1:1 (0:1) |
| 10.04.2014 | Tórshavn   | Färöer     | – | Nordirland | 0:0       |
|            | Zenica     | Bosnien-H. | – | Schottland | 1:3 (1:0) |

#### Gruppe 5
Albanien, das erstmals an der Qualifikation teilnahm und keins der vor der Auslosung ausgetragenen acht Spiele verloren hatte, hatte zuvor noch gegen keinen der Gruppengegner gespielt. Norwegen hatte außer gegen Albanien schon gegen alle anderen Gruppengegner gespielt und hat gegen alle eine positive Bilanz. Auch die Niederländerinnen und Portugiesinnen hatten schon gegen alle anderen Gruppengegner außer Albanien gespielt und dabei haben die Niederländerinnen nur gegen Norwegen eine negative Bilanz. Belgien traf in der Qualifikation erstmals auf Griechenland. Norwegen qualifizierte sich am 13. September 2014 als dritte europäische Mannschaft für die WM-Endrunde. Die niederländische Mannschaft sicherte sich die Teilnahme an den Play-off-Spielen der Gruppenzweiten durch einen Sieg am letzten Spieltag gegen Norwegen. In den Play-offs konnten sich die Niederländerinnen durch einen 2:1-Sieg im Play-off-Finale in Italien erstmals qualifizieren und sind damit neben Spanien die einzige Mannschaft aus Topf B, die sich qualifizieren konnten. Die 18-jährige Vivianne Miedema war mit 16 Toren die beste Torschützin der europäischen Qualifikation. In den anderen Konföderationen konnte nur eine Spielerin, die Jamaikanerin Shakira Duncan ebenfalls 16 Tore erzielen, sich aber nicht für die Endrunde qualifizieren. Sie erzielte zudem 14 der 16 Tore in der Vorqualifikation.
| Pl. | Land         | Sp. | S | U | N | Tore    | Diff. | Punkte |
| --- | ------------ | --- | - | - | - | ------- | ----- | ------ |
| 1.  | Norwegen     | 10  | 9 | 0 | 1 | 041:500 | +36   | 27     |
| 2.  | Niederlande  | 10  | 8 | 1 | 1 | 043:600 | +37   | 25     |
| 3.  | Belgien      | 10  | 6 | 1 | 3 | 034:110 | +23   | 19     |
| 4.  | Portugal     | 10  | 4 | 0 | 6 | 019:210 | −2    | 12     |
| 5.  | Griechenland | 10  | 1 | 0 | 9 | 006:490 | −43   | 03     |
| 6.  | Albanien     | 10  | 1 | 0 | 9 | 003:540 | −51   | 03     |

| 21.09.2013 | Brüssel   | Belgien      | – | Albanien     | 2:0 (1:0) |
| 25.09.2013 | Oslo      | Norwegen     | – | Belgien      | 4:1 (2:0) |
| 26.09.2013 | Fyli      | Griechenland | – | Portugal     | 1:5 (0:2) |
|            | Tirana    | Albanien     | – | Niederlande  | 0:4 (0:2) |
| 26.10.2013 | Maia      | Portugal     | – | Niederlande  | 0:7 (0:2) |
|            | Livadia   | Griechenland | – | Belgien      | 1:7 (1:3) |
|            | Tønsberg  | Norwegen     | – | Albanien     | 7:0 (3:0) |
| 30.10.2013 | Durrës    | Albanien     | – | Griechenland | 1:0 (0:0) |
|            | Volendam  | Niederlande  | – | Norwegen     | 1:2 (1:2) |
| 31.10.2013 | Antwerpen | Belgien      | – | Portugal     | 4:1 (1:1) |
| 23.11.2013 | Rotterdam | Niederlande  | – | Griechenland | 7:0 (4:0) |
| 12.02.2014 | Abrantes  | Portugal     | – | Albanien     | 7:1 (3:0) |
|            | Zwolle    | Niederlande  | – | Belgien      | 1:1 (0:0) |
| 13.02.2014 | Komotini  | Griechenland | – | Norwegen     | 0:5 (0:1) |
| 05.04.2014 | Iraklio   | Griechenland | – | Niederlande  | 0:6 (0:3) |

#### Gruppe 6
In der Qualifikation trafen die Engländerinnen zum ersten Mal auf Montenegro, das erstmals an der Qualifikation für ein Turnier der Frauen teilnimmt. Die englische Männermannschaft traf dagegen sowohl in der letzten EM- als auch der derzeit laufenden WM-Qualifikation schon auf Montenegro. Gegen alle anderen Gruppengegner wurde bereits gespielt und alle Spiele wurden gewonnen. Die Ukraine hatte außer gegen England und die Türkei noch gegen keinen der Gruppengegner gespielt. Belarus hatte bisher nur gegen Montenegro noch nicht gespielt. Wales traf neben Montenegro auch erstmals auf die Türkei, die zuvor ebenfalls noch nicht gegen Montenegro gespielt hatte. Mit einem 4:0 im vorletzten Spiel gegen Wales qualifizierte sich England als zweite europäische Mannschaft für die WM. Die Ukraine, Sieger des letzten Spiels zwischen Wales und der Ukraine erreichte die Play-off-Spiele der Gruppenzweiten, da Finnland nicht gegen Frankreich und Russland nicht mit 20 Toren Unterschied gegen Kroatien gewinnen konnte. In den Play-offs scheiterten die Ukrainerinnen bereits im Halbfinale an Italien.
| Pl. | Land       | Sp. | S  | U | N  | Tore    | Diff. | Punkte |
| --- | ---------- | --- | -- | - | -- | ------- | ----- | ------ |
| 1.  | England    | 10  | 10 | 0 | 0  | 052:100 | +51   | 30     |
| 2.  | Ukraine    | 10  | 7  | 1 | 2  | 034:900 | +25   | 22     |
| 3.  | Wales      | 10  | 6  | 1 | 3  | 018:900 | +9    | 19     |
| 4.  | Türkei     | 10  | 4  | 0 | 6  | 012:310 | −19   | 12     |
| 5.  | Belarus    | 10  | 2  | 0 | 8  | 012:310 | −19   | 06     |
| 6.  | Montenegro | 10  | 0  | 0 | 10 | 006:530 | −47   | 0      |

| 21.09.2013 | Bournemouth   | England    | – | Belarus    | 6:0 (4:0) |
| 26.09.2013 | Cardiff       | Wales      | – | Belarus    | 1:0 (0:0) |
|            | Portsmouth    | England    | – | Türkei     | 8:0 (6:0) |
| 26.10.2013 | London        | England    | – | Wales      | 2:0 (0:0) |
|            | Maladsetschna | Belarus    | – | Montenegro | 3:1 (2:0) |
| 31.10.2013 | Nikšić        | Montenegro | – | Ukraine    | 1:4 (0:2) |
|            | Adana         | Türkei     | – | England    | 0:4 (0:2) |
| 23.11.2013 | Nikšić        | Montenegro | – | Wales      | 0:3 (0:1) |
| 28.11.2013 | Izmir         | Türkei     | – | Montenegro | 3:1 (1:0) |
| 13.02.2014 | Adana         | Türkei     | – | Ukraine    | 0:1 (0:1) |
| 04.04.2014 | Eskişehir     | Türkei     | – | Wales      | 1:5 (0:4) |
| 05.04.2014 | Falmer        | England    | – | Montenegro | 9:0 (4:0) |
| 09.04.2014 | Llanelli      | Wales      | – | Ukraine    | 1:1 (0:1) |
| 10.04.2014 | Nikšić        | Montenegro | – | Belarus    | 1:7 (1:1) |
| 07.05.2014 | Mahiljou      | Belarus    | – | Türkei     | 1:2 (0:0) |

#### Gruppe 7

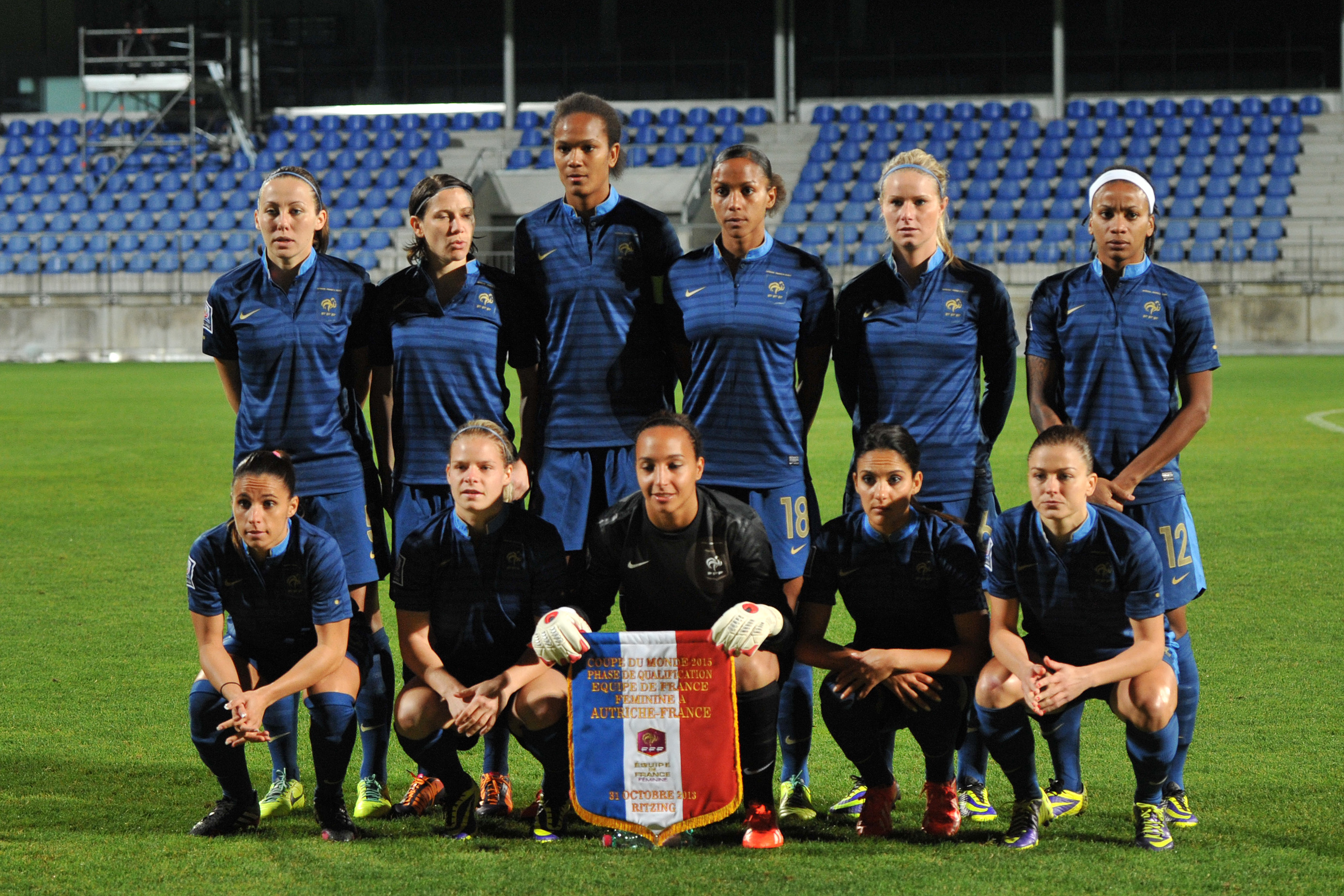
Gruppensieger Frankreich vor dem Gruppenspiel gegen Österreich in Ritzing (31. Oktober 2013)

Für Frankreich brachte die Qualifikation erstmals eine Begegnung mit Kasachstan, wobei die Französinnen bereits im in ihrem ersten Spiel nach Kasachstan reisen mussten. Gegen die anderen Gruppengegner wurde bereits gespielt, wobei nur gegen Finnland einmal verloren wurde, gegen Ungarn und Bulgarien aber alle Spiele ohne Gegentor und gegen Österreich immer mit einem Gegentor gewonnen wurden. Auch Finnland traf in der Qualifikation erstmals auf Kasachstan, eröffnete damit diese Qualifikationsgruppe, und traf im weiteren Verlauf der Qualifikation erstmals auf Bulgarien und Österreich. Beide trafen auch erstmals aufeinander. Ungarn ist dagegen Österreichs häufigster Gegner, sowohl bei den Frauen als auch den Männern, und bei beiden ist die Bilanz für Österreich negativ. Bulgarien ist der einzige Gruppengegner, gegen den Kasachstan bereits gespielt hat. Frankreich qualifizierte sich am 13. September 2014 durch den Sieg gegen den direkten Konkurrenten Finnland vorzeitig für die WM-Endrunde. Österreich sicherte sich am letzten Spieltag Platz 2, da der direkte Vergleich gegen Finnland zum Vorteil der Österreicherinnen ausfiel. Allerdings reichten die erspielten Punkte nicht, um die Play-off-Spiele der vier besten Gruppenzweiten zu erreichen.
| Pl. | Land       | Sp. | S  | U | N | Tore    | Diff. | Punkte |
| --- | ---------- | --- | -- | - | - | ------- | ----- | ------ |
| 1.  | Frankreich | 10  | 10 | 0 | 0 | 054:300 | +51   | 30     |
| 2.  | Österreich | 10  | 7  | 0 | 3 | 031:140 | +17   | 21     |
| 3.  | Finnland   | 10  | 7  | 0 | 3 | 027:900 | +18   | 21     |
| 4.  | Ungarn     | 10  | 4  | 0 | 6 | 020:250 | −5    | 12     |
| 5.  | Kasachstan | 10  | 1  | 1 | 8 | 008:300 | −22   | 04     |
| 6.  | Bulgarien  | 10  | 0  | 1 | 9 | 003:620 | −59   | 01     |

| 21.09.2013 | Astana      | Kasachstan | – | Finnland   | 00:2 (0:0)  |
|            | Vöcklabruck | Österreich | – | Bulgarien  | 04:0 (1:0)  |
| 25.09.2013 | Astana      | Kasachstan | – | Frankreich | 00:4 (0:4)  |
|            | Turku       | Finnland   | – | Österreich | 02:1 (1:0)  |
| 26.10.2013 | Lowetsch    | Bulgarien  | – | Kasachstan | 01:1 (1:1)  |
|            | Budapest    | Ungarn     | – | Österreich | 00:3 (0:2)  |
| 31.10.2013 | Budapest    | Ungarn     | – | Bulgarien  | 04:0 (2:0)  |
|            | Ritzing     | Österreich | – | Frankreich | 01:3 (0:2)  |
|            | Helsinki    | Finnland   | – | Kasachstan | 01:0 (1:0)  |
| 23.11.2013 | Győr        | Ungarn     | – | Kasachstan | 04:1 (0:1)  |
|            | Lowetsch    | Bulgarien  | – | Frankreich | 00:10 (0:6) |
| 28.11.2013 | Le Mans     | Frankreich | – | Bulgarien  | 14:0 (10:0) |
| 05.04.2014 | Lowetsch    | Bulgarien  | – | Österreich | 01:6 (0:4)  |
|            | Győr        | Ungarn     | – | Finnland   | 00:4 (0:2)  |
|            | Angers      | Frankreich | – | Kasachstan | 07:0 (5:0)  |

### Bilanz der Gruppenphase
| Gruppe 1                           | Gruppe 2                                   | Gruppe 3                      | Gruppe 4                                        | Gruppe 5                               | Gruppe 6                        | Gruppe 7                             |
| ---------------------------------- | ------------------------------------------ | ----------------------------- | ----------------------------------------------- | -------------------------------------- | ------------------------------- | ------------------------------------ |
| Deutschland                        | Spanien                                    | Schweiz                       | Schweden                                        | Norwegen                               | England                         | Frankreich                           |
|                                    | Italien (19)                               |                               | Schottland (18)                                 | Niederlande (19)                       | Ukraine (16)                    |                                      |
| Russland (16)                      |                                            | Island (13)                   |                                                 |                                        |                                 | Österreich (15)                      |
| Irland Kroatien Slowakei Slowenien | Tschechien Rumänien Estland Nordmazedonien | Dänemark Israel Serbien Malta | Polen Bosnien und Herzegowina Nordirland Färöer | Belgien Portugal Albanien Griechenland | Wales Türkei Belarus Montenegro | Finnland Ungarn Kasachstan Bulgarien |

| Pl. | Land        | Sp. | S | U | N | Tore    | Diff. | Punkte | Gruppe                                           | Sechstplatzierter der Gruppe |
| --- | ----------- | --- | - | - | - | ------- | ----- | ------ | ------------------------------------------------ | ---------------------------- |
| 1.  | Niederlande | 8   | 6 | 1 | 1 | 029:500 | +24   | 19     | 5 \|\| style="text-align:left" \| Albanien       |                              |
| 2.  | Italien     | 8   | 6 | 1 | 1 | 022:500 | +17   | 19     | 2 \|\| style="text-align:left" \| Nordmazedonien |                              |
| 3.  | Schottland  | 8   | 6 | 0 | 2 | 021:600 | +15   | 18     | 4 \|\| style="text-align:left" \| Färöer         |                              |
| 4.  | Ukraine     | 8   | 5 | 1 | 2 | 023:800 | +15   | 16     | 6 \|\| style="text-align:left" \| Montenegro     |                              |
| 5.  | Russland    | 8   | 5 | 1 | 2 | 014:170 | −3    | 16     | 1 \|\| style="text-align:left" \| Slowakei       |                              |
| 6.  | Österreich  | 8   | 5 | 0 | 3 | 021:130 | +8    | 15     | 7 \|\| style="text-align:left" \| Bulgarien      |                              |
| 7.  | Island      | 8   | 4 | 1 | 3 | 016:900 | +7    | 13     | 3 \|\| style="text-align:left" \| Malta          |                              |

Die Auslosung der Play-off-Spiele fand am 23. September 2014 um 14 Uhr in Nyon statt. Für die Auslosung waren Italien und die Niederlande aufgrund ihres UEFA-Frauennationalmannschafts-Koeffizienten gesetzt.
Die Auslosung ergab folgende Paarungen.

### Entscheidungsspiele

#### Runde 1
| Datum            |             | Ergebnis  |             | Ort       |
| ---------------- | ----------- | --------- | ----------- | --------- |
| 25. Oktober 2014 | Schottland  | 1:2 (0:2) | Niederlande | Edinburgh |
| 30. Oktober 2014 | Niederlande | 2:0 (0:0) | Schottland  | Rotterdam |
| Gesamt:          | Schottland  | 1:4       | Niederlande |           |

| Datum            |         | Ergebnis  |         | Ort   |
| ---------------- | ------- | --------- | ------- | ----- |
| 25. Oktober 2014 | Italien | 2:1 (2:1) | Ukraine | Rieti |
| 29. Oktober 2014 | Ukraine | 2:2 (1:0) | Italien | Lwiw  |
| Gesamt:          | Italien | 4:3       | Ukraine |       |

#### Runde 2
| Datum             |             | Ergebnis  |             | Ort      |
| ----------------- | ----------- | --------- | ----------- | -------- |
| 22. November 2014 | Niederlande | 1:1 (0:1) | Italien     | Den Haag |
| 27. November 2014 | Italien     | 1:2 (0:2) | Niederlande | Verona   |
| Gesamt:           | Niederlande | 3:2       | Italien     |          |

Niederlande ist für die Endrunde der Weltmeisterschaft zusätzlich qualifiziert.

## Südamerikanische Zone/CONMEBOL
Der südamerikanische Kontinentalverband CONMEBOL ermittelte seine Teilnehmer bei der Sudamericano Femenino, der südamerikanischen Meisterschaft. Das Turnier wurde vom 11. bis 28. September 2014 in Ecuador ausgetragen. An dem Turnier nahmen die Nationalmannschaften der zehn Mitgliedsverbände teil. Es qualifizierten sich die zwei besten Mannschaften, die drittbeste Mannschaft trat zudem gegen den Vierten der CONCACAF-Qualifikation an. Dabei hatte der CONMEBOL-Dritte am 8. November 2014 zuerst Heimrecht. Das Rückspiel beim CONCACAF-Team fand am 2. Dezember 2014 statt. Als erste südamerikanische Mannschaften konnten sich Brasilien am vorletzten und Kolumbien am letzten Spieltag der Sudamericano Femenino für die WM qualifizieren. Ecuador qualifizierte sich durch einen Sieg im letzten Spiel gegen Argentinien für die Play-off-Spiele gegen den CONCACAF-Vierten Trinidad und Tobago. Nach einem 0:0 im Heimspiel wurde in Port of Spain durch ein Tor in der Nachspielzeit mit 1:0 gewonnen, so dass sich Ecuador erstmals für die Endrunde qualifizierte.

## Nord-, Zentralamerikanische und Karibische Zone / CONCACAF
Der CONCACAF Women’s Gold Cup 2014 diente als Qualifikation für die WM und fand vom 15. bis 26. Oktober 2014 in den USA statt. 31 Mannschaften hatten gemeldet, von denen einige sich über Vor-Qualifikationen der Caribbean Football Union (CFU) und der Unión Centroamericana de Fútbol (UNCAF) für das Endturnier, an dem acht Teams teilnahmen, qualifizieren mussten. Vier Teilnehmer wurden beim CFU-Turnier vom 19. bis 26. August 2014 ermittelt. Haiti, Jamaika und Trinidad & Tobago sowie Martinique, das kein FIFA-Mitglied ist und sich daher nicht für die WM qualifizieren konnte, konnten sich aus der Karibik für den Gold-Cup qualifizieren. Beim UNCAF-Turnier vom 19. bis 25. Mai 2014 qualifizierten sich Costa Rica und Guatemala für den Gold Cup. Mexiko und die USA waren für die Endrunde direkt qualifiziert. Kanada, das als Gastgeber bereits für die WM qualifiziert ist, nahm nicht am Gold-Cup teil. Als erste CONCACAF Mannschaft nach Gastgeber Kanada konnte sich Costa Rica für die WM qualifizieren und nimmt damit erstmals teil. Die USA qualifizierte sich als Sieger des Turniers und Mexiko als Dritter. Trinidad und Tobago spielte als Vierter gegen den CONMEBOL-Vertreter Ecuador zunächst am 8. November in Quito und am 2. Dezember 2014 in Port of Spain um den letzten Platz im Teilnehmerfeld. Nach einem 0:0 in Ecuador wurde das Heimspiel durch ein Tor in der Nachspielzeit mit 0:1 verloren, so dass Trinidad und Tobago die Endrunde verpasste.

## Asiatische Zone/AFC
Der asiatische Kontinentalverband AFC ermittelte seine Teilnehmer bei der Asienmeisterschaft 2014. 24 der 46 Mitgliedsverbände hatten ihre Mannschaften für das Turnier gemeldet. Nordkorea wurde wegen der Dopingvergehen bei der Weltmeisterschaft 2011 ausgeschlossen. Die vier stärksten asiatischen Nationalmannschaften waren direkt für die Endrunde qualifiziert. Zu diesen vier Mannschaften gehörten Titelverteidiger Australien, China, Japan und Südkorea. Die anderen 16 Mannschaften spielten in einer Qualifikationsrunde um die restlichen vier Plätze bei der Endrunde. Dabei qualifizierten sich Jordanien, Myanmar, Thailand und Vietnam für die Endrunde, die vom 14. bis zum 25. Mai 2014 in zwei Städten in Vietnam stattfand.
Als erste Mannschaft qualifizierte sich am 16. Mai 2014 Weltmeister Japan durch den Einzug ins Halbfinale der Asienmeisterschaft für die Endrunde. Am 17. Mai 2014 qualifizierten sich China und Südkorea und am 18. Mai Australien ebenfalls durch Halbfinaleinzüge für die Endrunde. Durch einen 2:1-Sieg gegen Gastgeber Vietnam im Spiel um Platz 5 qualifizierte sich Thailand erstmals für die WM-Endrunde.

## Afrikanische Zone/CAF
Der afrikanische Kontinentalverband CAF ermittelte seine Teilnehmer bei der Afrikameisterschaft 2014. Das Turnier fand in der Zeit vom 11. bis 25. Oktober 2014 in Namibia statt. 25 Mannschaften hatten sich für die Qualifikation für die Endrunde gemeldet, an der neben Gastgeber Namibia sieben weitere Mannschaften teilnahmen. Vier Mannschaften zogen ihre Meldung noch vor der Qualifikation, die im Februar 2014 begann, wieder zurück. Die drei bestplatzierten Mannschaften des Turniers qualifizierten sich für die Weltmeisterschaft. Dabei konnten sich Nigeria und Kamerun am 22. Oktober 2014 sowie die Elfenbeinküste am 25. Oktober für die WM qualifizieren.

## Ozeanische Zone/OFC
Der ozeanische Kontinentalverband OFC ermittelte seinen Teilnehmer bei einem Qualifikationsturnier. Das Turnier fand in der Zeit vom 25. bis 30. Oktober 2014 in Papua-Neuguinea statt. Nur die Cookinseln, Neuseeland, Papua-Neuguinea und Tonga nahmen daran teil. Die Mannschaft Neuseelands qualifizierte sich ungefährdet.

## Entscheidungsspiele CONMEBOL/CONCACAF
Ein Teilnehmerplatz wurde zwischen den Kontinentalverbänden CONMEBOL (Südamerika) und CONCACAF (Nord-, Mittelamerika und Karibik) ausgespielt.
| Datum            |                     | Ergebnis  |                     | Ort           |
| ---------------- | ------------------- | --------- | ------------------- | ------------- |
| 8. November 2014 | Ecuador             | 0:0       | Trinidad und Tobago | Quito         |
| 2. Dezember 2014 | Trinidad und Tobago | 0:1 (0:0) | Ecuador             | Port of Spain |
| Gesamt:          | Ecuador             | 1:0       | Trinidad und Tobago |               |

Ecuador gewann den Startplatz für die WM-Endrunde.

## Beste Torschützinnen
Die folgenden Tabellen geben die besten Torschützinnen der Qualifikation wider. Bei der UEFA (Europa) gab es extra angesetzte Qualifikationsrunden zur WM. In den anderen Verbänden wurden die Ergebnisse der Kontinentalmeisterschaften für die WM-Qualifikation herangezogen. Die Mannschaften fett gesetzter Spielerinnen sind für die WM qualifiziert.
| Platz                                                                 | Spielerin              | Tore |
| --------------------------------------------------------------------- | ---------------------- | ---- |
| 1                                                                     | Vivianne Miedema       | 16   |
| 2                                                                     | Eniola Aluko           | 13   |
| 2                                                                     | Jane Ross              | 13   |
| 2                                                                     | Gaëtane Thiney         | 13   |
| 5                                                                     | Natalia Pablos         | 12   |
| 5                                                                     | Lotta Schelin          | 12   |
| 7                                                                     | Lara Dickenmann        | 11   |
| 7                                                                     | Melania Gabbiadini     | 11   |
| 7                                                                     | Anja Mittag            | 11   |
| 10                                                                    | Sonia Bermúdez         | 10   |
| 10                                                                    | Toni Duggan            | 10   |
| 10                                                                    | Sanna Talonen          | 10   |
| 10                                                                    | Aline Zeler            | 10   |
| 14                                                                    | Ana Maria Crnogorčević | 9    |
| 14                                                                    | Marie-Laure Delie      | 9    |
| 14                                                                    | Célia Šašić            | 9    |
| 14                                                                    | Renée Slegers          | 9    |
| 14                                                                    | Tessa Wullaert         | 9    |
| 19                                                                    | Ramona Bachmann        | 8    |
| 19                                                                    | Wira Djatel            | 8    |
| 19                                                                    | Caroline Graham Hansen | 8    |
| 19                                                                    | Fabienne Humm          | 8    |
| 19                                                                    | Dzsenifer Marozsán     | 8    |
| 19                                                                    | Patrizia Panico        | 8    |
| 25                                                                    | Barbara Bonansea       | 7    |
| 25                                                                    | Dagný Brynjarsdóttir   | 7    |
| 25                                                                    | Karen Carney           | 7    |
| 25                                                                    | Jennifer Hermoso       | 7    |
| 25                                                                    | Eugénie Le Sommer      | 7    |
| 25                                                                    | Oksana Jakowyschyn     | 7    |
| 25                                                                    | Lisa Makas             | 7    |
| 25                                                                    | Lieke Martens          | 7    |
| 25                                                                    | Manon Melis            | 7    |
| 25                                                                    | Jekaterina Pantjuchina | 7    |
| 25                                                                    | Fanny Vágó             | 7    |
| 36                                                                    | Nina Burger            | 6    |
| 36                                                                    | Cosmina Dușa           | 6    |
| 36                                                                    | Jessica Fishlock       | 6    |
| 36                                                                    | Isabell Herlovsen      | 6    |
| 36                                                                    | Tetjana Romanenko      | 6    |
| 36                                                                    | Daniela Sabatino       | 6    |
| 36                                                                    | Heidi Sevdal           | 6    |
| 36                                                                    | Marija Vukčević        | 6    |
| 42                                                                    | Fatmire Alushi         | 5    |
| 42                                                                    | Kosovare Asllani       | 5    |
| 42                                                                    | Olha Bojtschenko       | 5    |
| 42                                                                    | Vanessa Bürki          | 5    |
| 42                                                                    | Natasha Dowie          | 5    |
| 42                                                                    | Natasha Harding        | 5    |
| 42                                                                    | Harpa Þorsteinsdóttir  | 5    |
| 42                                                                    | Ada Hegerberg          | 5    |
| 42                                                                    | Nadine Keßler          | 5    |
| 42                                                                    | Kim Little             | 5    |
| 42                                                                    | Maren Mjelde           | 5    |
| 42                                                                    | Ewa Pajor              | 5    |
| 42                                                                    | Wendie Renard          | 5    |
| 42                                                                    | Caroline Seger         | 5    |
| 42                                                                    | Kateřina Svitková      | 5    |
| 42                                                                    | Yağmur Uraz            | 5    |
| Alle Tore der Qualifikation, inkl. Vorqualifikation; Quelle: uefa.com |                        |      |

| Platz | Spielerin              | Tore  |
| --- | ---------------------- | ----- |
| 1. | Zebo Joʻraeva          | 9 (9) |
| 1. | Maysa Jbarah           | 9 (8) |
| 3. | Stephanie Alnaber      | 8 (7) |
| 3. | Nisa Romyen            | 8 (8) |
| 5. | Yee Yee Oo             | 7 (6) |
| 6. | Abeer Alnahar          | 6 (6) |
| 6. | Park Eun-sun           | 6     |
| 6. | Yang Li                | 6     |
| 9. | Nguyễn Thị Minh Nguyệt | 5 (5) |
| 9. | Nguyễn Thi Muon        | 5 (4) |
| 11. | Mahfuza Turapova       | 4 (4) |
| 11. | Sama'a Khraisat        | 4 (4) |
| Alle Tore der Asienmeisterschaft 2014, inkl. Qualifikation (Tore in der Qualifikation in Klammern); Quelle: the-afc.com Kursiv gesetzte Spielerinnen waren nicht für die Asienmeisterschaftsendrunde qualifiziert. |                        |       |

| Platz | Spielerin                   | Tore    |
| --- | --------------------------- | ------- |
| 1. | Shakira Duncan              | 16 (14) |
| 2. | Donna Henry                 | 9 (6)   |
| 3. | Phoenetia Browne            | 7 (7)   |
| | Raquel Rodríguez            | 7 (4)   |
| | Mariah Shade                | 7 (6)   |
| | Tasha St. Louis             | 7 (7)   |
| | Abby Wambach                | 7       |
| 8. | Kennya Cordner              | 6 (3)   |
| | Amarilis De Mera            | 6 (6)   |
| | Shauntae Todd               | 6 (6)   |
| 11. | Jenny Alarcón               | 5 (5)   |
| | Carli Lloyd                 | 5       |
| 13. | Alexa Allen                 | 4 (3)   |
| | Charlyn Corral              | 4       |
| | Martha Cox                  | 4 (4)   |
| | Yakeisy Nuñez               | 4 (4)   |
| | Carolina Venegas            | 4       |
| 18. | Katherine Alvarado          | 3 (3)   |
| | Diana Barrera               | 3 (3)   |
| | Cheyra Bell                 | 3 (3)   |
| | Kensie Bobo                 | 3 (3)   |
| | Omolyn Davis                | 3 (3)   |
| | Wisline Dolce               | 3 (3)   |
| | Shenel Gall                 | 3 (3)   |
| | Marie Yves Dina Jean-Pierre | 3 (3)   |
| | Stephany Mayor              | 3       |
| | Mónica Ocampo               | 3       |
| | Karina Socarrás             | 3 (3)   |
| Alle Tore im CONCACAF Gold-Cup 2014, inkl. Entscheidungsspiele gegen Ecuador, inkl. Qualifikation (Tore in der Qualifikation in Klammern) Zudem eine Spielerin aus Martinique mit drei Toren, die zwar für den Gold-Cup qualifiziert war, aber deren Tore als Nicht-FIFA-Mitglied von der FIFA nicht gezählt werden. |                             |         |

| Platz                                        | Spielerin       | Tore |
| -------------------------------------------- | --------------- | ---- |
| 1.                                           | Amber Hearn     | 7    |
| 2.                                           | Helen Collins   | 5    |
| 3.                                           | Meagen Gunemba  | 4    |
| 4.                                           | Sarah Gregorius | 3    |
| 4.                                           | Annalie Longo   | 3    |
| 4.                                           | Rosie White     | 3    |
| Alle Tore in der Ozeanienmeisterschaft 2014. |                 |      |

| Platz | Spielerin            | Tore  |
| --- | -------------------- | ----- |
| 1. | Desire Oparanozie    | 9 (4) |
| 2. | Asisat Oshoala       | 8 (4) |
| 3. | Portia Modise        | 6 (4) |
| 4. | Leandra Smeda        | 4 (4) |
| | Tia Vino Ines N’Rehy | 4 (1) |
| 6. | Naima Bouhani        | 3 (3) |
| | Elizabeth Cudjoe     | 3 (1) |
| | Gaëlle Enganamouit   | 3     |
| | Fiaza Ibrahim        | 3 (3) |
| | Sanah Mollo          | 3 (2) |
| | Hellen Mubanga       | 3 (3) |
| | Esther Sunday        | 3 (2) |
| 12. | Agnes Aduako         | 2 (2) |
| | Houria Affak         | 2     |
| | Susan Banda          | 2 (1) |
| | Zina Hidouri         | 2 (2) |
| | Ella Kaabachi        | 2 (2) |
| | José Nahi            | 2     |
| | Mamello Makhabane    | 2 (1) |
| | Shiwe Nongwanya      | 2 (1) |
| | Fatima Sekouane      | 2 (2) |
| Alle Tore in der Afrikameisterschaft 2014, inkl. Qualifikation (Tore in der Qualifikation in Klammern); Quelle: cafonline.com |                      |       |

| Platz | Spielerin                      | Tore |
| --- | ------------------------------ | ---- |
| 1. | Cristiane                      | 6    |
| 2. | Rebeca Fernández               | 4    |
| 3. | Andressa Alves                 | 3    |
| | Francisca Alejandra Lara       | 3    |
| | Mariana Larroquette            | 3    |
| | Jessica Martínez               | 3    |
| | Maurine                        | 3    |
| | Lourdes Ortiz                  | 3    |
| | Yoreli Rincón                  | 3    |
| 10. | Fabiana                        | 2    |
| | Estefanía Banini               | 2    |
| | Florencia Bonsegundo           | 2    |
| | Formiga                        | 2    |
| | Gabriela Antonia García Segura | 2    |
| | Pamela González                | 2    |
| | Giannina Lattanzio             | 2    |
| | Janeth Morol Villarroel        | 2    |
| | Dulce Quintana                 | 2    |
| | Raquel Fernandes               | 2    |
| | Fabiana Vallejo                | 2    |
| Alle Tore in der Südamerikameisterschaft 2014, inkl. Entscheidungsspiele gegen Trinidad und Tobago; Quelle: conmebol.com |                                |      |